# عوف بن محلم
عوف بن مُحَلِّم خُزاعی با کنیهٔ ابومنهال (۷۵۳–۸۳۵م) ادیب، تاریخ‌دان و شاعر عراقی بود. در روزگار ناسازگاری میان امین و مأمون به طاهر بن حسین پیوست. هم‌نشین او و همراه او تا سی سال حتی در خراسان بود. پس از درگذشت طاهر، به پسرش عبدالله پیوست. از هر دو، صله‌های بسیاری دریافت. پس از پیری، تصمیم به بازگشت به زادگاهش گرفت. از عبدالله بن طاهر اجازهٔ بازگشت گرفت اما در اثنای راه درگذشت. او را آشنا به پیشینهٔ مردم عرب و از راویان نوآور و ادیب فصیح می‌دانند.